# Degtyaryov (metralhadora)
A Degtyaryov (em russo:  Пулемёт Дегтярёвa Пехотный, transl. Pulemyot Degtyaryova Pekhotny) ou DP é uma metralhadora ligeira soviética de calibre 7.62x54mmR. Foi criada em 1928 por Vasily Degtyaryov. Era uma arma de baixo custo e fácil de montar - os primeiros modelos eram constituídos por 80 peças e podiam ser produzidas por mão de obra pouco especializada.
A DP estava preparada para resistir à presença de poeiras. Testes efectuados, em que a DP foi enterrada em areia e lama, revelaram a sua resistência pois foi capaz de disparar mais de 500 balas após o teste. A parte fraca desta metralhadora eram os seus pés de apoio dianteiro que se quebravam facilmente. Também o carregador, de 47 projecteis, colocado no topo da arma, era relativamente pequeno e não resistia a um fogo contínuo por muito tempo. Demorava algum tempo a ser recarregada com um novo carregador, e o próprio carregador demorava a ser carregado com novas munições. No entanto, a curta cadência de tiro da DP tinha a vantagem de não provocar um sobreaquecimento excessivo.
A DP tinha a reputação de ser uma arma ligeira eficiente. Nos anos 50, a DP foi parcialmente substituída pela RPD, sendo posteriormente substituída pela PK na década seguinte. Há várias variantes, dentre elas as DT e DTM para montagem em blindados (Дегтярёва танковый, Degtyaryova Tankovy; ДТ e ДТМ).

## História
Apesar de seus inúmeros problemas, o DP tinha a reputação de ser uma arma de suporte leve relativamente eficaz. Foi apelidado de "toca-discos" (proigryvatel') pelas tropas do Exército Vermelho porque o carregador pan se assemelhava a um disco de gramofone e sua tampa superior girava enquanto a arma era disparada. Muitos foram capturados pelo exército finlandês na Guerra de Inverno e na Guerra da Continuação e substituíram parcialmente o Lahti-Saloranta M/26. O DP recebeu o apelido de Emma no serviço finlandês após uma valsa popular, novamente devido à semelhança do carregador com um toca-discos. No verão de 1944, o exército finlandês tinha cerca de três mil e quatrocentas Lahti-Salorantas de fabricação finlandesa e nove mil Degtyarevs de fabricação soviética capturados na frente. Os exemplos capturados foram operados pelo Volkssturm, o exército civil alemão do final da guerra, e no serviço alemão o Degtyarev recebeu a designação Leichtes Maschinengewehr 120(r).
Os nacionalistas chineses receberam cinco mil e seiscentos DP da URSS e os usaram na Segunda Guerra Sino-Japonesa e na Guerra Civil Chinesa. Os comunistas norte-coreanos e chineses usaram o DP na Guerra da Coreia e copiaram o DPM como o Tipo 53. Exemplos de todas as variantes da metralhadora DP foram dados ou vendidos ao Việt Minh na Primeira Guerra da Indochina pela URSS e pelos comunistas chineses. Da mesma forma, na Guerra do Vietnã para o NVA e Vietcong. Exemplares DPM também foram recuperados de combatentes talibãs durante a Guerra no Afeganistão enquanto as DP ou DPM foram vistas em 2014 no conflito do norte do Mali.

## Designação
A metralhadora Degtyaryov foi aceita para o Exército Vermelho em 1927 com a designação oficial de 7,62 mm ручной пулемет обр. 1927 г (Metralhadora Portátil 7,62 mm, Modelo 1927). Era chamada de ДП-27 (DP-27), embora algumas fontes ocidentais a referissem como DP-28.

## Variantes

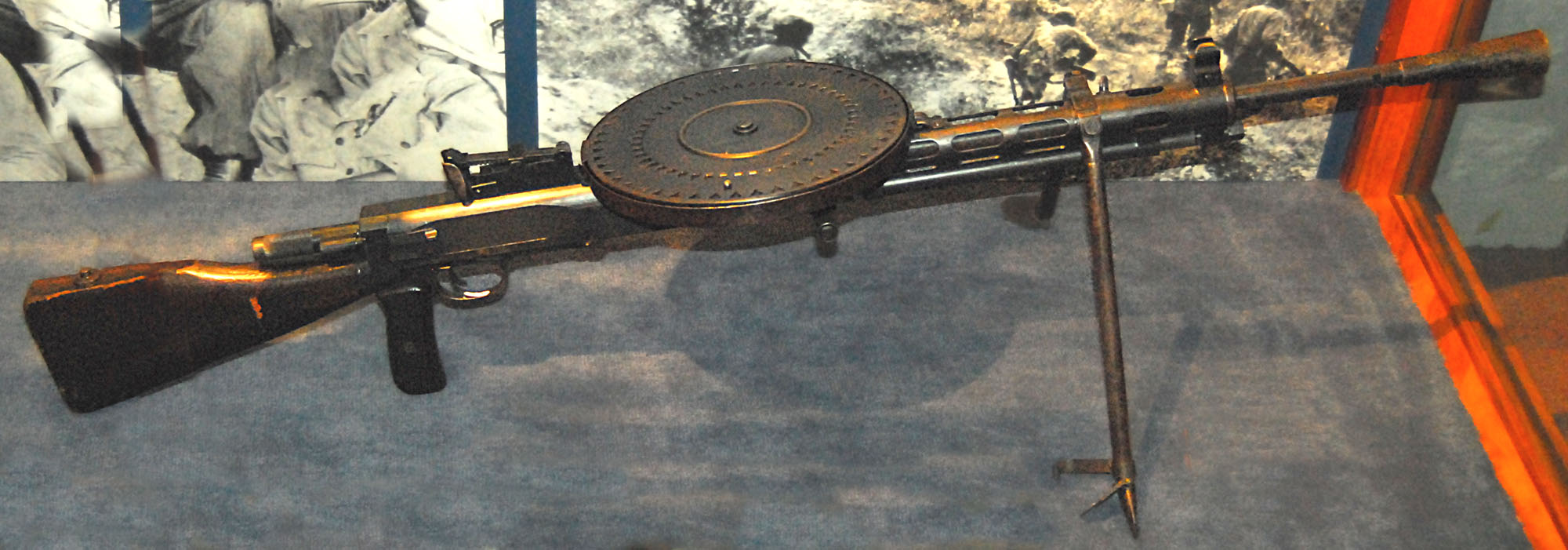
Tipo 53 chinesa (DPM)

- DPM, versão modernizada adotada em 1943-44, com um bipé mais robusto preso à manga de resfriamento e a mola de recuo alojada em um tubo projetando-se da parte traseira do receptor, o que exigia um punho de pistola para este modelo da arma (fabricada na China como Tipo 53)[8]
- DA, para montagem e carregamento em aeronaves (em russo:  Дегтярёва авиационный, transl. Degtyaryova Aviatsionny; ДА). Também usada em montagens tandem conhecidas como DA-2. Empregada nas primeiras versões do bombardeiro Tupolev TB-3 e nas aeronaves de cooperação militar Polikarpov R-5 e Polikarpov Po-2. A DA pesava 7,1 kg vazia e 11,5 kg com munição padrão. Sua cadência de tiro era de 600 tiros por minuto. Foi produzida entre 1928 e março de 1930, com 1.200 unidades entregues.[9] Logo foi substituída pela ShKAS, que tinha uma cadência de tiro muito maior.
- DT e DTM, para montagem e carregamento em veículos blindados de combate (em russo:  Дегтярёва танковый, transl. Degtyaryova Tankovy; ДТ e ДТМ)[10]
- DTM-4, (ДТМ-4) variante montada em quatro.[11]

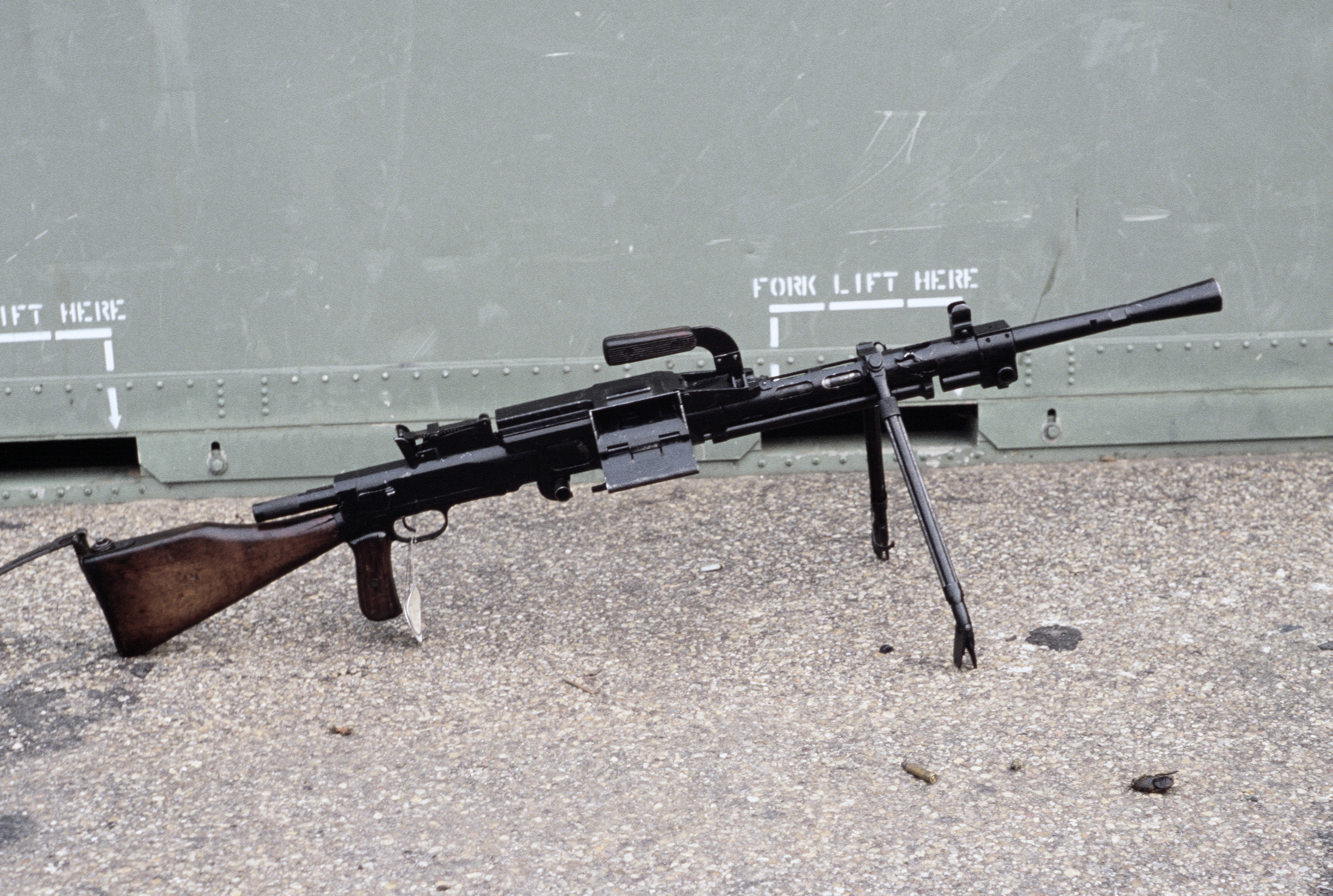
RP-46

- RP-46 (Ротный пулемет): versão alimentada por fita metálica adotada em 1946 com um cano mais pesado para permitir fogo sustentado prolongado. Cerca de 500 tiros podiam ser disparados continuamente antes que o cano tivesse que ser trocado ou deixado esfriar. Também tinha um sistema de gás ajustável pelo operador, com três furos de diâmetros variados, para lidar com as diferentes condições ambientais e acúmulo de resíduos. Embora o peso vazio da RP-46 excedesse o da DP em 2,5 kg, quando considerado em conjunto com uma única caixa de munição de 250 tiros, a RP-46 pesava 10 kg a menos que a DP juntamente com a mesma quantidade de munição nos carregadores de tambor. A RP-46 permaneceu em serviço soviético por 15 anos antes de ser substituída (junta com a SGM) pela metralhadora PK.[7] A RP-46 foi posteriormente fabricada na China como Tipo 58 e na Coreia do Norte como Type 64.[12] A RP-46 ainda podia disparar de carregadores estilo DP removendo seu sistema de alimentação por fita.[13]

## Operadores

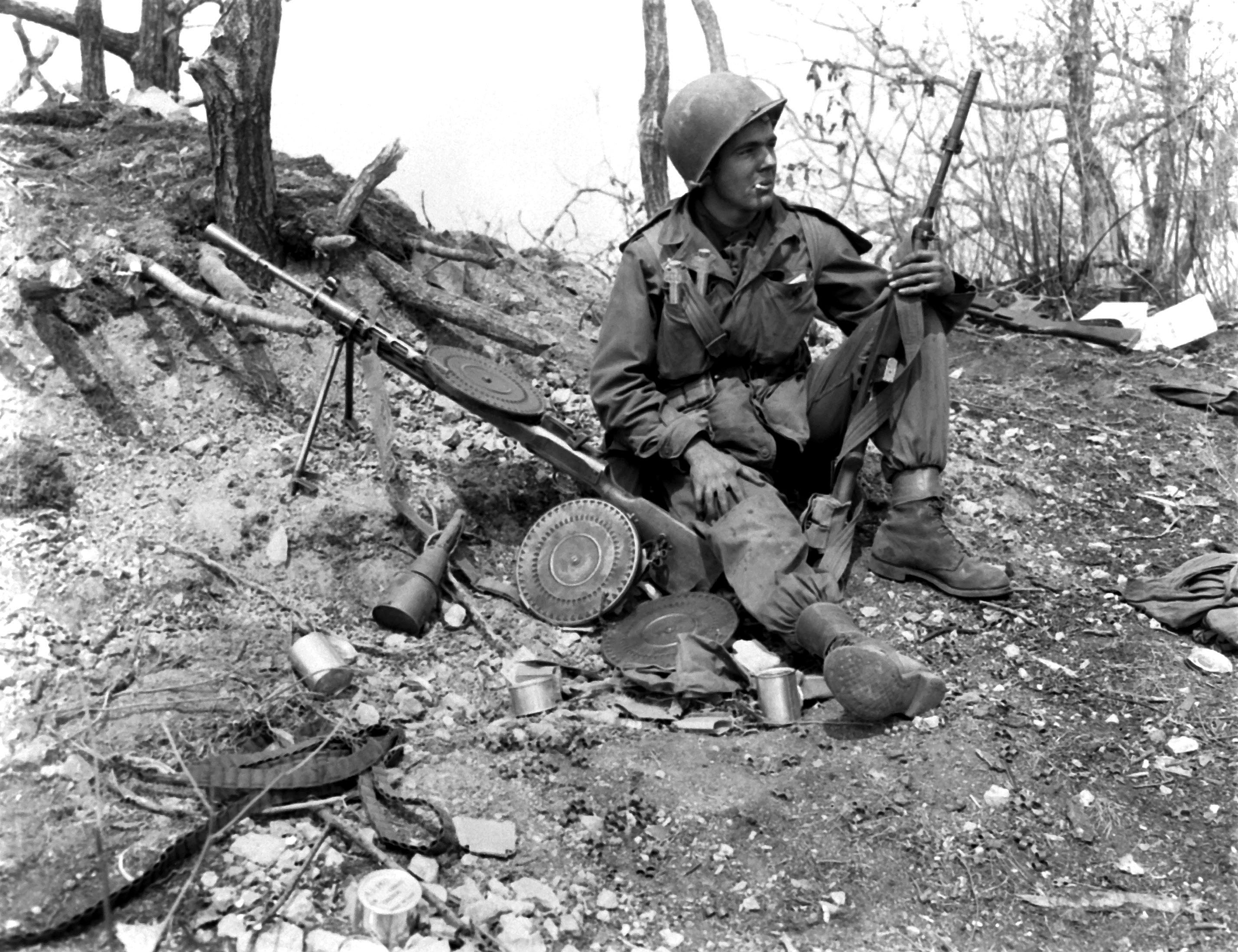
O soldado Julias Van Den Stock da Companhia A, 32ª Equipe de Combate Regimental, 7ª Divisão de Infantaria americana com carabina M1 ou M2, descansa em um bunker comunista chinês com uma metralhadora leve DP soviética, ao longo da encosta da Colina 902 ao norte de Ip-Tong, na Guerra da Coréia, 25 de abril de 1951.

- Afeganistão: Variantes DPM[14] e RP-46.[15]
- Albânia: Variante RP-46.[16]
- Argélia: Variante RP-46.[16]
- Angola: Variante RP-46.[16]
- Benim: Variante RP-46.[16]
- Bulgária: Variante RP-46.[17]
- República Centro-Africana: Variante RP-46.[16]
- República da China: Recebeu 5.600 da União Soviética como ajuda a partir de 1938.[18][19]
- República Popular da China: DPM e RP-46 fabricadas localmente como Type 53 e Type 58.[20]
- Camarões: Variantes RP-46 e Type 58.[16]
- República do Congo: Variante RP-46.[16]
- Cuba: Variantes DP, DT, DTM,[21] DPM e RP-46.[16]
- Tchecoslováquia: Variantes DP, DPM e RP-46.[22]
- Egito
- Guiné Equatorial: Variante RP-46.[16]
- Etiópia: Variante RP-46.[16]
- Finlândia: Exemplares capturados usados durante a Segunda Guerra Mundial.[23]
- Alemanha Oriental: Variantes DT e DTM.[24]
- Alemanha Nazista: Os modelos capturados foram entregues à Volkssturm.[25]
- Hungria: Variantes DP, DPM e DTM.[26] Produzida localmente como M-27.[27]
- Indonésia[28]
- Iraque: Insurgentes iraquianos usaram a variante RP-46.[5]
- Reino da Itália: O exército italiano na Rússia usou exemplares capturados, pois eram mais confiáveis que a Breda 30.[29]
- Laos: Variante RP-46.[16]
- Líbia: Variante RP-46.[16]
- Nigéria: Variante RP-46.[16]
- Coreia do Norte: Variantes DPM, Type 53 e RP-46.[30][31]
- Partido Africano para a Independência da Guiné e Cabo Verde[32]
- Organização para a Libertação da Palestina[33]
- Polónia: Usada pelo Exército Polonês na URSS durante a Segunda Guerra Mundial[34] e depois durante a Guerra Fria (variantes DPM e RP-46).[35]
- República Socialista da Romênia: DP e DPM usadas após a guerra.[36]
- Seicheles: Variante RP-46.[16]
- Somália: Variante RP-46.[16]
- União Soviética[37]
- República Espanhola[38]
- Sri Lanka: Variante Type 58.[39]
- Sudão: Variante RP-46.[16]
- Síria: Variante RP-46.[16]
- Oposição Síria: DP27 regular.[40] Usada pela facção rebelde Mártires do Islã.
- Tanzânia: Variante RP-46.[16]
- Togo: Variante RP-46.[16]
- Ucrânia[41][42]
- Vietname: Variantes DPM, Type 53, RP-46 e Type 58.[43]
- Iêmen
- Iugoslávia[44]
- Zâmbia: Variante RP-46.[45]

## Conflitos
- Guerra Civil Espanhola
- Guerra de Inverno
- Segunda Guerra Mundial
- Segunda Guerra Sino-Japonesa
- Guerra da Coreia
- Guerra Civil Chinesa
- Primeira Guerra da Indochina
- Guerra do Vietnã
- Revolução Húngara de 1956[27]
- Guerra Civil do Laos
- Guerra Civil do Iêmen do Norte
- Guerra Civil do Camboja
- Guerra Civil da Rodésia
- Guerra Colonial Portuguesa
- Guerra do Camboja (1979–1989)
- Guerras Civis Afegãs
- Guerra sino-vietnamita
- Guerra civil do Sri Lanka
- Guerra do Alto Carabaque (1988–1994)
- Guerra Civil na Geórgia[46]
- Guerra Civil Iugoslava
- Guerra Civil da Somália
- Guerra do Iraque[7]
- Guerra Civil Líbia (2011)
- Guerra Civil do Mali
- Guerra Civil Síria[47]
- Guerra Russo-Ucraniana[7]